# 포스티지 에이블 작전
포스티지 에이블 작전은 영국 해군이 X급 잠수함을 운용하여 오버로드 작전의 준비를 위해 수행한 작전이다.

## 정보 수집
오버로드 작전의 성공은 프랑스 해안을 따라 난 해변가와 해안 마을들에 대한 자세한 지형도에 의존하고 있었다. 10만 명의 사상자가 발생한 제1차 세계 대전의 갈리폴리 전역에 대한 영국군의 경험은 침공군이 해안에 갇히지 않게 하는 것이 필요하다는 것을 의미했다. 연합군 공군은 침공 지역의 위치를 대략적으로 식별하는 것을 도왔지만 조금 더 자세한 정보를 얻기 위해 영국 정부는 BBC에 프랑스 해안 중 식별되지 않은 부분에 대해 공휴일 사진과 엽서를 만들어줄 것을 부탁했다. 그러나 고대 숲이었던 지역들이 습원으로 바뀐 해안 지역은 보강되었고 상륙 해안 지역에 대한 더 자세한 정보가 요구되었다.

## 잠수함의 작전
1944년 1월 1일 로건 스콧보덴의 왕립 공병대대 일부가 뤽쉬르메르 지역을 조사하기 위해 고속어뢰정을 타고 북프랑스 해안으로 간 후 브루스 오그덴스미스와 함께 해안 지역으로 이동했다. 지정 지역에서 샘플들을 수집한 이후 이들은 흔적을 없애 그들의 방문에 대한 증거를 남겨놓지 않았고 다음 날 아침 영국으로 돌아왔다.
1944년 1월 16일 X20이 프랑스 해안에서 4일 간의 조사를 계획했다. 주간에 이들은 잠망경으로 해안가를 정찰했고 수중 음파 조사가 수행되었다. 야간에 잠수함은 해안에 가까이 갔고, 다이버들이 토양 샘플을 채취하기 위해 해안가로 다가가 콘돔에 토양을 담아갔다. 다이버들은 오마하 해변으로 알려지는 비어빌 일대를 조사했다. 세번째 날 이들은 오른 강 지역의 소드 해변으로 이동하려 했으나 암페타민 알약의 효과가 떨어진데다가 기상이 악화되어 1944년 1월 21일 귀환했다.